# Anatoli Alexandrov
Pour les articles homonymes, voir Aleksandrov.
Anatoli Nikolaïevitch Alexandrov (en russe : Анатолий Николаевич Александров ; Moscou, 25 mai 1888 – Moscou, 16 avril 1982) est un pianiste et compositeur russe.

## Biographie
Alexandrov est issu d'une famille de musiciens. Sa mère était pianiste et c'est d'elle qu'Alexandrov reçoit ses premières leçons. Pendant son enfance, sa famille déménage plusieurs fois, mais se fixe à Moscou en 1906. C'est à ce moment que la mère d'Alexandrov décide de chercher un professeur de composition pour son fils, après des études d'histoire et de littérature. Par l'intermédiaire de Sergueï Taneïev et à partir de 1907, il travaille d'abord auprès d'un élève de Taneïev, Nikolaï Jiliaïev, et l'année suivante, avec Taneïev lui-même. En 1910, Alexandrov est inscrit au Conservatoire de Moscou, où il prend des leçons de piano auprès de Constantin Igoumnov - jusqu'en 1915 -, et étudie la composition avec Sergueï Vassilenko : il obtient sa médaille d'or en 1916. Puis il participe tant que soldat à la Première Guerre mondiale, et dans les rangs de l'Armée Rouge pendant la guerre civile. 
Dès 1923 il est professeur et, à partir de 1926, il enseigne la composition au Conservatoire de Moscou, jusqu'en 1964 lorsqu'il prend sa retraite. Vers la fin des années 1920, Alexandrov est membre de l'Association pour la Musique contemporaine (ASM) et violemment attaqué par les représentants de l'Association Russe prolétarienne des musiciens (RAPM). Cela le conduit à une crise créatrice temporaire, par la démission des organisations au début des années 1930. 
Il est récompensé par un prix Staline en 1951, pour la suite Fidélité (1950)
Alexandrov était marié à une chanteuse et a mené une vie recluse et calme. Bien qu'en relation avec de nombreux compositeurs tels que Nikolaï Miaskovski et Dmitri Chostakovitch, il fuyait le public. Néanmoins, Alexandrov a reçu plusieurs récompenses d'État.
Parmi ses élèves se trouvent Nikolaï Anossov, Revol Bounine, Gueorgui Mouchel, Kirill Moltchanov, Rauf Hacıyev.

## Œuvres

### Piano
- Sonate no 1 en fa-dièse mineur, op. 4 « Sonate-Conte » (1914)
- Sonate no 2 en ré mineur, op.12 (1918)
- Sonate no 3 en fa-dièse mineur, op.18 (1920, rév. 1956 et 1967)
- Sonate no 4 en ut majeur, op.19 (1922, rév. 1954)
- Sonate no 5 en sol-dièse mineur, op.22 (1923, rév. 1938)
- Sonate no 6 en sol majeur, op. 26 (1925)
- Sonate no 7 en ré majeur, op. 42 (1932)
- Sonate no 8 en si-bémol majeur, op. 50 (1939-44)
- Sonate no 9 en ut mineur, op. 61 (1945)
- Sonate no 10 en fa majeur, op. 72 (1951)
- Sonate no 11 en ut majeur, op. 81 « Sonate-fantaisie » (1955)
- Sonate no 12 en si mineur, op. 87 (1962)
- Sonate no 13 en fa-dièse mineur, op. 90 « Sonate-Conte » (1964)
- Sonate no 14 en mi majeur, op. 97 (1971)
- Petite suite no 1 op. 33 (1929)
- Petite suite no 2 op. 78 (1952)
- Petite suite no 3 op. 101 (1973)
- Obsession passée, 4 fragments op. 6 (1911-17)
- Huit pièces d'après des motifs de chansons des peuples d'URSS op. 46 (1937)
- Épisodes romantiques, 10 pièces op. 88 (1962)
- Mémoires, 5 pièces op. 110 (1979)
- Visions, 2 pièces op. 111 (1979, inachevé)
- de nombreuses petites pièces

### Musique de chambre
- Quatuor à cordes no 1 op. 7 (1914, rév. 1921)
- Quatuor à cordes no 2 en ut-dièse mineur, op. 54 (1942)
- Quatuor à cordes no 3 op. 55 (1942)
- Quatuor à cordes no 4 en ut majeur, op. 80 (1953)
- Dithyrambe pour contrebasse et piano (1959)
- Sonate pour violoncelle en sol majeur, op. 112 (1981/82)

### Orchestre
- Symphonie no 1 en ut majeur, op. 92 (1965)
- Symphonie no 2 en si majeur, op. 109 (1977/78)
- Symphonie-concerto pour piano et orchestre en si-bémol mineur, op. 102 (1974)
- Ouverture sur un thème populaire russe, op. 29 (1915, rév. 1930)
- Ouverture sur deux thèmes populaires russes op. 65 (1948)

### Musique de scène
- Ariane et Barbe-Bleue, de M. Maeterlinck (1919)
- Roméo et Juliette, de W. Shakespeare (1921)
- Notre Dame de Paris, pour un drame de Nikolaï Krasheninnikov, d'après V. Hugo (1926)
- Don Carlos, de Schiller (1933)

### Musique vocale
- Deux mondes, opéra sur un livret de Apollon Maïkov (1916)
- La quarante-et-unième, opéra sur un livret de Boris Lavreniov op. 41 (1933-35, inachevé)
- Béla, opéra sur un livret de Mikhaïl Lermontov, op. 51 (1940-45) Création au Bolchoï, le 10 décembre 1946
- Bara le sauvage, opéra op. 82 (1954-57) création à Moscou, le 2 mars 1957
- Le gaucher, opéra pour enfants op. 103 (1974)
- plusieurs cycles de mélodies ou romances pour voix et piano sur des poèmes de Pouchkine, Remy de Gourmont, Nikolaï Nekrassov, Émile Verhaeren…
- un millier de chansons enfantines[1]

## Discographie
- Musique pour piano vol. 1 : Ballade, Sonate no 8, Épisodes romantiques - Kyung-Ah Noh, piano (20-23 mai 2013, Toccata Classics TOCCC 01186) (OCLC 906567970)
- Musique pour piano vol. 2 : Sonates nos 1, 2, 4 et 6, Petite suite no 1, 2 pièces op. 3 - Kyung-Ah Noh, piano (7-8 janvier 2014, Toccata Classics TOCCC 0216) (OCLC 896470125)
- Musique pour piano : Sonates nos 3 et 4, 6 préludes op. 1, 3 études op. 31, Visions, op. 110 - Hamish Milne, piano (19-21 octobre 2001, Hyperion CDA 67328) (OCLC 50234091)